# Bunchosia nitida
Bunchosia nitida är en tvåhjärtbladig växtart som först beskrevs av Nikolaus Joseph von Jacquin, och fick sitt nu gällande namn av L.C. Rich. och Juss. Bunchosia nitida ingår i släktet Bunchosia och familjen Malpighiaceae. Inga underarter finns listade i Catalogue of Life.

## Bildgalleri

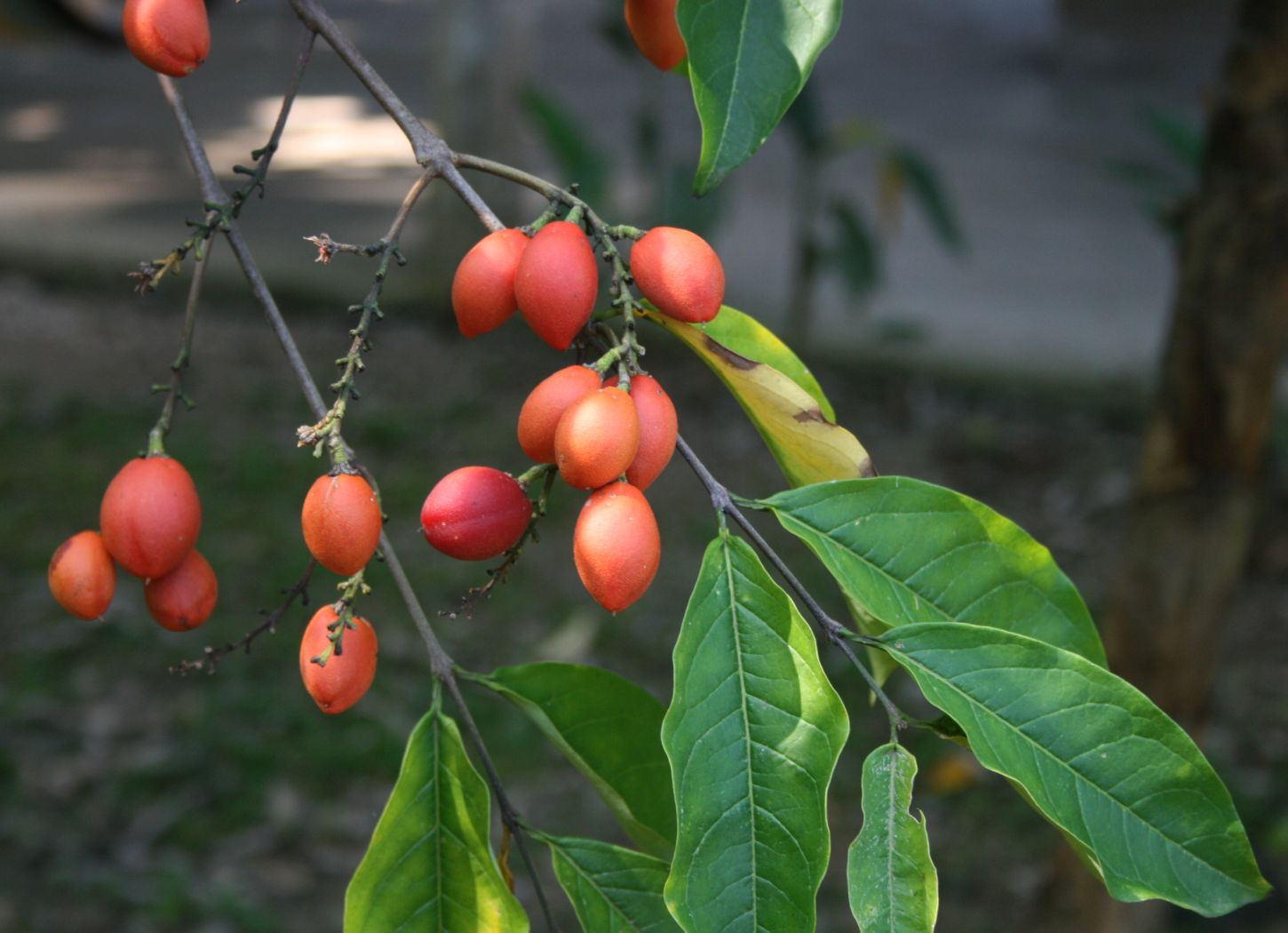